# XIV Congresso del Partito Comunista Italiano
Il XIV Congresso del Partito Comunista Italiano si svolse a Roma dal 18 al 22 marzo 1975.

## Storia
L'assise venne convocata dal Comitato Centrale e dalla Commissione Centrale di Controllo in seduta congiunta nella sessione del 10-12 dicembre 1974, dopo la vittoria di qualche mese prima nel Referendum sul divorzio, nel quale fu sconfitta la parte più retriva della Democrazia Cristiana e si aprì una stagione nella quale il PCI avrebbe aumentato i propri consensi. Nella riunione del dicembre '74 Enrico Berlinguer presentò un rapporto che faceva da battistrada alla proposta di compromesso storico – elaborazione che nasceva dai saggi sulle vicende cilene e sulla prospettiva italiana, riflessioni dell'anno precedente – e che sarebbe stata messa a punto in fase congressuale.
Il Congresso Nazionale si aprì nella mattinata del 18 marzo al Palazzo dello sport di Roma. Era stato preceduto da 11 019 congressi di sezione e a seguire 109 congressi di Federazione in Italia e sei federazioni estere, che avevano designato i 1 122 delegati – in rappresentanza di oltre 1 600 000 iscritti. Oltre a quelli di diritto, partecipavano 155 delegati indicati dalla FGCI e i settantadue membri del Comitato Centrale e della Commissione Centrale di Controllo. Tanti gli invitati, i rappresentanti di gran numero dei partiti comunisti e progressisti mondiali e di movimenti di liberazione, di partiti italiani – Ferruccio Parri in rappresentanza della Sinistra indipendente, delegazioni del PSI, della DC, del PSDI, del PRI, del PSd'A, dell'Union Valdôtaine e del PDUP – e, insieme ai tanti ospiti, più di settecento personalità del mondo della cultura, dell'arte, della scienza e dell'economia. In apertura si ebbero i rituali saluti alle cariche istituzionali, l'elezione della presidenza del Congresso, l'intervento del segretario della Federazione comunista di Roma Luigi Petroselli e di Clelio Darida, sindaco della capitale.
La relazione del Segretario Berlinguer che aprì il Congresso prese le mosse dalla situazione internazionale, dando poi ampio spazio alla situazione nazionale, richiamando la sottolineatura di Antonio Gramsci riguardo all’importanza della questione vaticana e cattolica in Italia e riproponendo l’incontro del PCI con le masse cattoliche per il rinnovamento della politica italiana; e infine rimarcando la necessaria battaglia ideale e per la moralità nella vita pubblica e rammentando i compiti del Partito in vista delle vicine elezioni amministrative.
Al dibattito che seguì intervennero sessanta delegati; altri sei rinunciarono a parlare per mancanza di tempo e consegnarono alla presidenza i loro interventi scritti. Le conclusioni di Berlinguer furono seguite dalla relazione stesa dalla commissione politica ed esposta dalla tribuna da Alessandro Natta; a seguire, Armando Cossutta relazionò sullo stato dell'organizzazione offrendo soluzioni operative e riferendo anche sulle proposte alle modifiche statutarie con particolare riferimento alle novità da introdurre a seguito della legge sulla recente disciplina riguardante il finanziamento pubblico ai partiti. Giorgio Napolitano, per conto della commissione elettorale, propose i nomi dei circa 180 componenti del Comitato Centrale che successivamente a sua volta indicò la composizione della Direzione di cui facevano parte, oltre a Berlinguer e Longo, confermati rispettivamente Segretario e Presidente, Alinovi, Amendola, Barca, Bufalini, Carossino, Chiaromonte, Colombi, Conti, Cossutta, Di Giulio, Fanti, Galluzzi, Ingrao, Iotti, Macaluso, Minucci, Napolitano, Natta, Occhetto, Pajetta, Pecchioli, Tortorella, Valori e Vecchietti.